# Castell de Beaufort

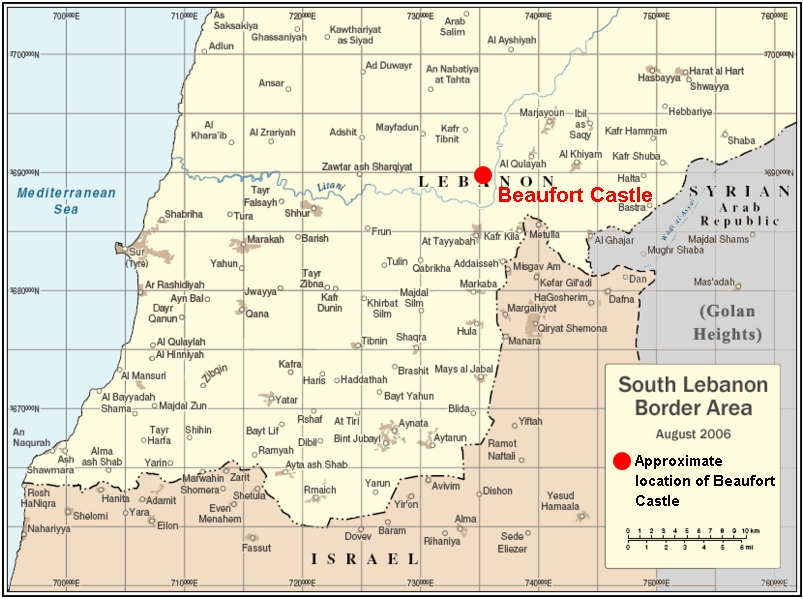
Situació

El castell de Beaufort (en àrab قلعة الشقيف, qalʿat ax-Xaqīf)— és una antiga fortalesa avui en ruïnes al Líban, a la governació de Nabatiye, al costat de la població d'Arnoun. El nom franc significa «bella fortalesa» i de vegades en àrab fou anomenat també amb el nom francès: قصر البوفورت, qasr al-Būfūrt. Ja hi va haver un establiment romà a la rodalia, prop del riu Leuctrum (Litani); en aquest punt el Litani gira a l'oest sent anomenat nahr al-Kasimiyya, separant la muntanya libanesa de la plana de Galilea.
Ja era una fortalesa de la província de Damasc quan fou ocupat pels croats el 1139. La seva situació a 670 metres el feia considerar molt difícil de conquerir. Folc V d'Anjou, rei de Jerusalem la va ocupar i la va cedir a Renaud de Sagette, senyor de Sidó, en feu. El castell de Beaufort fou un dels pocs reductes que van mantenir els croats després de la derrota a la batalla de Hattin el 1187, i Saladí la va assetjar el quatre mesos en 1189 però Renaud de Sagette va obtenir una treva de tres mesos que aprofitar per posar la fortalesa en estat de defensa; l'agost el setge es va reprendre, però el va aixecar per dirigir-se a Acre, que els croats assetjaven en la Tercera Croada. El castell va cedir finalment a la gana i es va rendir a Saladí el 22 d'abril de 1190. Al-Adil I hi va fer obres de restauració.
Al-Salih Ismail ibn al-Adil, príncep aiúbida de Damasc en lluita contra el seu nebot al-Salih Ayyub, la va oferir als croats a canvi del seu suport amb tot el país de Sidó (Saida), Tiberíades, i Safad; la guarnició local va refusar entregar el castell i al-Salih Ismail el va haver d'assetjar; va conquerir la fortalesa i la va lliurar a Balian de Sagette, fill de Renaud, de la nissaga dels Ibelin, el 1240. Balian va morir poc després (1247) i el seu fill Julià de Sidó, ple de deutes i sense poder reforçar el castell, va vendre Beaufort al cap de 13 anys a l'Orde del Temple (1260), orde en la qual va ingressar; els templers la van dominar vuit anys reforçant les defenses.
El 4 d'abril de 1268 el sultà Bàybars I es va presentar davant la fortalesa i la va bombardejar amb 26 màquines de setge durant 10 dies. La guarnició (480 homes i 22 cavallers) es va rendir; les dones i nens van poder anar a Sūr (Líban) i els soldats van quedar presoners. L'emir Sarim Sayf al-Din Balaban Zayni fou nomenat governador, i la va restaurar, gravant a la muralla el símbol de Bàybars, un felí passant. Fou el centre d'un dels 11 districtes de la niyaba de Safad.
L'emir Fakhr al-Din II va dominar la fortalesa quan es va revoltar contra els otomans; la guarnició fou expulsada i la fortalesa arranjada (1613). Al castell hi havia reserves d'aigua i menjar i d'oli per 500 persones. Hafiz Ahmad Pasha de Damasc la va atacar però en el bombardeig només una de les seves bombes va fer explosió sense causar danys; l'únic desperfecte fou una torre exterior degut a una explosió accidental d'un dipòsit de pólvora; després de 84 dies de setge les tropes de Damasc es van retirar; Fakhr al-Din va donar el govern a Husayn Tawil un sukmani, amb tres anys de reserves de menjar, però els sukmanites van trair a l'emir i es van passar als Harfush, i van arribar sapadors otomans que en 40 dies van desmantellar les fortaleses de Banyas i Beaufort.
Al començar el segle xviii fou el centre d'un dels tres districtes del Djabal Amila, regió habitada pels mutawalis, els caps dels quals eren de la facció iemenita dins la tribu xiïta dels Banu Sab. El domini feudal es va acabar el 1769 i el 1782 el governador otomà d'Acre va assetjar la fortalesa i la va ocupar, destruint el que quedaven de les seves fortificacions. Al final del segle la fortalesa va ser inclosa dins el territoris dels drusos depenent del paixà de Saida. El terratrèmol del 1837 va destruir part del castell i les restes foren utilitzades com a pedrera i com terreny de pastura. Fou part del districte de Sayda fins al segle xx.

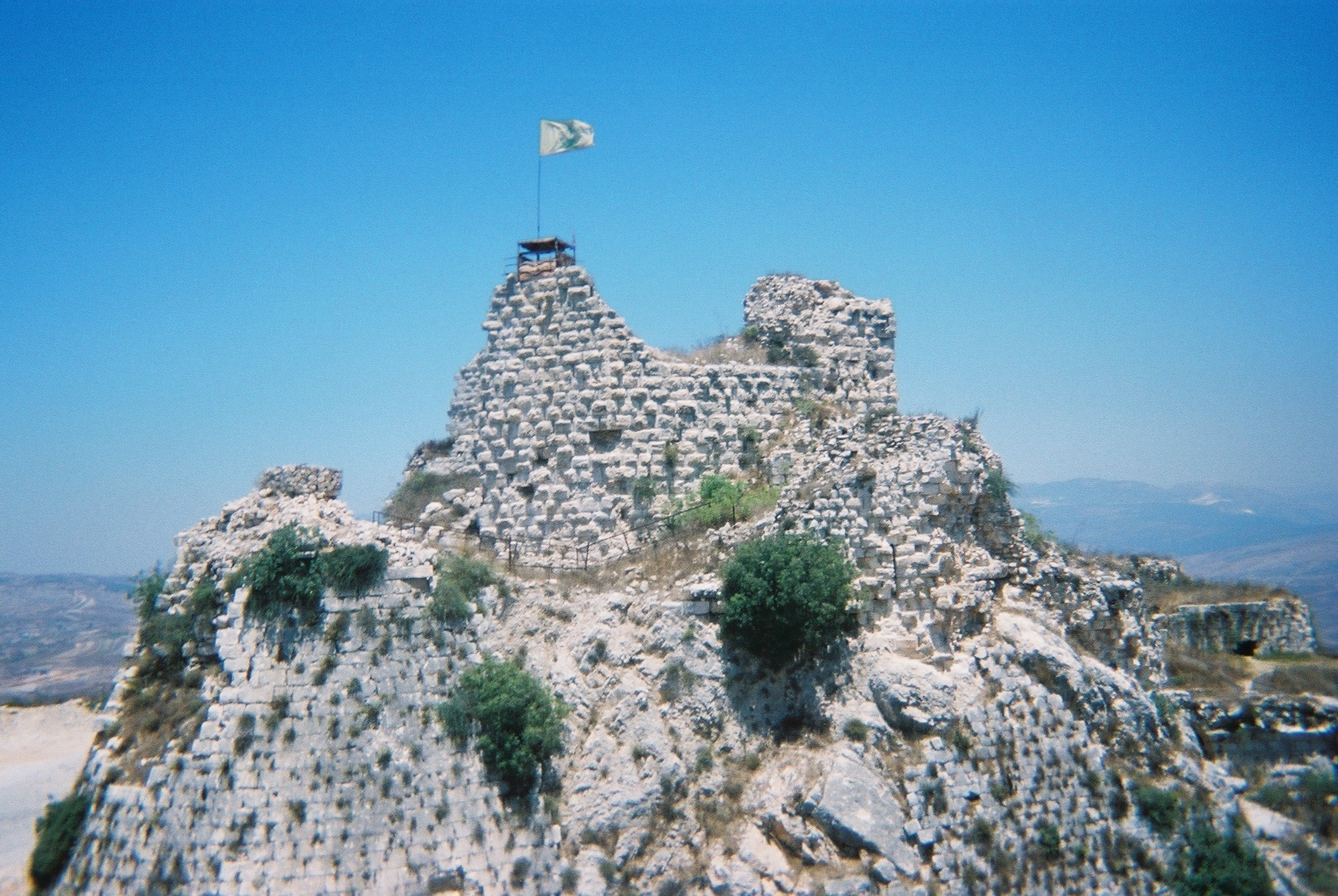
Castell amb la bandera groga de Hezbollah, 2007

El castell fou restaurat a partir del 1920 sota mandat francès i després amb la independència. Des de 1976 el castell fou dominat per l'Organització d'Alliberament de Palestina, que disparava alguns coets cap a Israel des d'aquesta posició. Entre 1976 i 1981 fou atacada dotzenes de vegades pels israelians. El 6 de juny de 1982 va començar l'Operació Pau per a Galilea dins la Guerra Civil libanesa; les posicions palestines al castell foren bombardejades i finalment el castell capturat pels israelians l'endemà (l'anomenada batalla de Beaufort); el bombardeig va damnar el castell. Va estar sota control israelià del 1982 al 2000. Hezbollah, el grup armat xiïta de resistència libanesa va bombardejar la posició algunes vegades causant noves destrosses. El 24 de maig del 2000 els israelians es van retirar destruint abans de marxar altres parts del castell tot i la crida de les autoritats libaneses a l'ONU i la comunitat internacional per salvar el castell. Des de llavors està en mans de Hezbollah.